# ジョン・シンクレア (第11代ケイスネス伯爵)
第11代ケイスネス伯爵ジョン・シンクレア（英語: John Sinclair, 11th Earl of Caithness、1756年頃 – 1789年4月8日）は、グレートブリテン王国の軍人、スコットランド貴族。

## 生涯
第10代ケイスネス伯爵ウィリアム・シンクレアとバーバラ・シンクレア（Barbara Sinclair、1793年2月20日没、ジョン・シンクレアの娘）の息子として、1756年頃に生まれた。
1772年10月16日、第17歩兵連隊のエンサインへの辞令を購入し、イギリス陸軍に入隊した。1775年11月25日に第57歩兵連隊の大尉に昇進、1778年6月16日に少佐に昇進した。1779年11月29日に父が死去すると、ケイスネス伯爵位を継承した。1780年のチャールズトン包囲戦で負傷し、同年に戦争省から帰国許可を得た。1783年2月19日、中佐に昇進した。
1789年4月8日にロンドンで拳銃自殺し、13日にセント・メリルボーン教区教会に埋葬された。死後、ラッター（Ratter）などの領地は裁判所命令により13,313ポンドで売却された。生涯未婚であり、爵位は第4代ケイスネス伯爵ジョージ・シンクレアの子孫にあたる第7代準男爵サー・ジェームズ・シンクレアが継承した。